# Ancylis badiana
Espèce
Ancylis badiana est une espèce d'insectes de l'ordre des lépidoptères (papillons), de la famille des Tortricidae.